# 宮田大
宮田 大（みやた だい、1986年7月5日 - ）は、日本のチェリスト。桐朋学園大学特任教授。舞台の音楽監督、選曲家。

## 人物・来歴

### 経歴
香川県高松市生まれ、栃木県宇都宮市出身。音楽教師の両親のもと、2歳よりヴァイオリンを始め、3歳よりチェロを始める。中学時代ではバレーボール部の部長を務め、県大会まで出場している。（ポジションはセッター。）
桐朋女子高校音楽科（男女共学）を卒業。桐朋学園大学ソリスト・ディプロマコースを首席で卒業。その後、スイスとドイツに留学、2009年にカルテットでスイスのジュネーヴ音楽院を卒業し、2013年にはソロでドイツのクロンベルク・アカデミーを首席で卒業する。
チェロを宮田豊、倉田澄子、フランス・ヘルメルソンの両氏に師事。ソロのマスタークラスでヤーノシュ・シュタルケル、堤剛、リン・ハレル、ジョヴァンニ・ソッリマ、ゲイリー・ホフマン、ジェローム・ペルノー、ルイス・クラレ、ダヴィド・ゲリンガスら各氏の指導を受ける。また、チェロ奏者以外のアーティストのマスタークラスを受講し、アンドラーシュ・シフ、ギドン・クレーメル、ユーリ・バシュメット、マウリシオ・フックスら各氏から無伴奏作品やチェロソナタなどのレッスンを受ける。加えて、室内楽を小澤征爾、東京クヮルテット、原田禎夫、原田幸一郎、加藤知子、今井信子、矢部達哉、川崎洋介、渡辺實和子、安芸晶子、山崎伸子、岡田伸夫、リチャード・ヤング、ガボール・タカーチ＝ナジ、ミケランジェロ弦楽四重奏団、ジュリアード弦楽四重奏団、ゲヴァントハウス弦楽四重奏団、バルトーク弦楽四重奏団、上海クァルテット、フェルメール・カルテットら各氏・各団の指導を受ける。
現在、桐朋学園大学 特任教授、 桐朋女子高等学校音楽科（男女共学）非常勤講師、水戸室内管弦楽団団員、 サイトウ・キネン・オーケストラ アドバイザリー委員を務める。

### 共演（オーケストラ）
これまでに、NHK交響楽団、新日本フィルハーモニー交響楽団、東京交響楽団、東京シティ・フィルハーモニック管弦楽団、東京都交響楽団、東京フィルハーモニー交響楽団、日本フィルハーモニー交響楽団、読売日本交響楽団、水戸室内管弦楽団、札幌交響楽団、仙台フィルハーモニー管弦楽団、山形交響楽団、群馬交響楽団、サイトウ・キネン・オーケストラ、オーケストラ・アンサンブル金沢、神奈川フィルハーモニー管弦楽団、セントラル愛知交響楽団、名古屋フィルハーモニー交響楽団、京都市交響楽団、大阪フィルハーモニー交響楽団、関西フィルハーモニー管弦楽団、日本センチュリー交響楽団、兵庫芸術文化センター管弦楽団、広島交響楽団、九州交響楽団、大阪交響楽団、琉球交響楽団、栃木県交響楽団、奈良フィルハーモニー管弦楽団、岡山フィルハーモニック管弦楽団、瀬戸フィルハーモニー交響楽団、東京佼成ウインドオーケストラ、シエナウインドオーケストラ、九州管楽合奏団、パシフィックフィルハーモニア東京、平塚フィルハーモニー管弦楽団、フィルハーモニック・ソサエティ・東京、湘南エールアンサンブル、那須フィルハーモニー管弦楽団、足利市民交響楽団、足利カンマーオーケスター、聖光学院管弦楽団などの日本のオーケストラと共演。
海外のオーケストラでは、パリ管弦楽団、ロシア国立交響楽団、BBCスコティッシュ交響楽団、ハンブルグ交響楽団、フランクフルト・シンフォニエッタ、ザールブリュッケン・カイザースラウテルン・ドイツ放送フィルハーモニー管弦楽団、スロヴァキア・フィルハーモニー管弦楽団、プラハ放送交響楽団、プラハ・フィルハーモニア、南チェコ・フィルハーモニー、ハンガリー放送交響楽団、ベトナム国立交響楽団、香港小交響楽団、オックスフォード・フィルハーモニー管弦楽団、ロイヤル・バンコク交響楽団、ウラル・フィルハーモニー・ユース管弦楽団などと共演している。

### 共演
指揮者の小澤征爾、小林研一郎、久石譲、秋山和慶、井上道義、尾高忠明、佐渡裕、飯守泰次郎、外山雄三、小泉和裕、広上淳一、手塚幸紀 、藤岡幸夫、黒岩英臣、本名徹次、原田幸一郎、松尾葉子、梅田俊明、十束尚宏、渡邊一正、大山平一郎、現田茂夫、下野竜也、円光寺雅彦、渡邊順生、沼尻竜典、大友直人、大野和士、高関健、山下一史、飯森範親、山田和樹、北原幸男、原田慶太楼、鈴木優人、川瀬賢太郎、角田鋼亮、大井剛史、太田弦、三ツ橋敬子、沖澤のどか、柴田真郁、田部井剛、横山奏、三石精一、田中祐子、中田延亮、小松長生、粟辻聡、エリアフ・インバル、レオシュ・スワロフスキー、クリストフ・ポッペン、ダン・エッティンガー、ヴァレリー・ポリャンスキー、ヴァシリー・シナイスキー、オンドレイ・レナールト、アレクサンドル・ラザレフ、クリストフ・コンツ、カーチャン・ウォン、 ダグラス・ボストック、ダニエル・ブレンドゥルフ、オレグ・カエターニ、ライアン・ウィグルスワース、ステファン・アズベリーなどの指揮者や、リン・ハレル、ギドン・クレーメル、ユーリ・バシュメット、マキシム・ヴェンゲーロフ、オーギュスタン・デュメイ、オリヴィエ・シャルリエ、マルタ・アルゲリッチ、ミッシャ・マイスキー、ジュリアン・ジェルネ、小山実稚恵、小菅優、庄司紗矢香、竹澤恭子、田村響、大萩康司、三浦一馬、三浦文彰、反田恭平、清塚信也、上妻宏光、石丸幹二、Cocomi、角野隼斗、西尾真実、山中惇史、堀内將平、平常、宮城茂雄などの他楽器、他ジャンルの各氏と共演。
歌手や芸能人では、黒柳徹子、工藤静香、ToshI、観月ありさ、平原綾香、MAN WITH A MISSION、 笑福亭笑瓶 、南こうせつ、武田鉄矢、ペギー葉山、細川たかし、コシノジュンコ、SixTONES、鈴木愛理、古坂大魔王、ふかわりょう、劇団EXILE秋山真太郎、U字工事などと共演。
東京文化会館主催の人形劇俳優の平常（たいらじょう）との共演で、ハムレット、サロメ、ピノッキオの音楽監督とチェロ演奏と選曲と音楽構成、曽根崎心中の音楽構成と選曲を担当する。
演奏は共演者からの支持も厚く、小澤征爾に絶賛され、上皇・上皇后の臨席のもと、サントリーホールでハイドン作曲チェロ協奏曲第1番を小澤征爾の指揮と水戸室内管弦楽団と共演。
また、チェコのドヴォルザーク・ホールでドヴォルザークのチェロ協奏曲を演奏した際には、終演後にドヴォルザークの子孫から「今まで聴いたドヴォルザークのチェロ協奏曲の中で1番感動した」と好意的なコメントを貰い、後日ドヴォルザークの生家に招かれ、直接手紙も貰っている。（宮田大の公式インスタグラムより）

### 献呈・初演・書籍（楽譜）
作曲家から数々の作品が献呈されている。
チェロ協奏曲では、尾高惇忠から献呈された「チェロ協奏曲」の世界初演、および、菅野祐悟から献呈された「チェロ協奏曲〜十六夜〜」の世界初演を行い、好評を博す。また、オスバルド・ゴリホフ作曲「チェロ協奏曲〜アズール〜」の日本初演も行う。
チェロとピアノのための作品では、加羽沢美濃から献呈された「DAIM」の世界初演を行う。

作曲家：篠田大介が、チェロ：宮田大と津軽三味線：上妻宏光のために「絃弦相搏（げんげんそうはく）」を作曲し、2024年５月からの上妻宏光×宮田大デュオツアーにて初演された。
箏奏者LEO作曲「 Jamais vu ジャメブ-チェロと箏の為の-」の世界初演を行う。
全音出版社からプロコフィエフ／宮田大 編：アダージョ　作品97bis（バレエ《シンデレラ》から）〜チェロとピアノのための〜楽譜を出版。
全音出版社から加藤昌則：花詠み人　チェロとピアノのための（またはチェロとギター）《コンサート初演Vc.＋Pf.版 2020年12月18日　長野市芸術館 リサイタルホール Vc:宮田大　Pf:加藤昌則》《コンサート初演Vc.＋Guit.版 2022年9月10日　京都コンサートホール 小ホール Vc:宮田大　Guit:大萩康司》楽譜を出版。
全音出版社から加羽沢美濃：DAIM for Cello and Piano（2017）楽譜を出版。

### 劇中音楽
劇中音楽では、村松崇継が音楽を担当したNHKドラマ『70才、初めて産みますセブンティウイザン。』や、劇場アニメ映画『漁港の肉子ちゃん』、中国ドラマ『長安二十四時』、NHK大河ドラマ『べらぼう〜蔦重栄華乃夢噺〜』・「べらぼう紀行I」「 Freedom Duet 」でチェロソロを担当。また、久石譲のピアノ演奏と共に、久石譲作曲「おくりびと」を演奏した。

### メディア
「題名のない音楽会」「徹子の部屋」「ミュージックステーション」「報道ステーション」「日経スペシャル招待席～桐竹勘十郎・文楽の深淵」「クラシック倶楽部」「らららクラシック」「クラシックTV」「西本願寺音舞台」「東急ジルベスターコンサート2021-2022」「1Hセンス」「自分流～“知”の探求者たち～」「エンター・ザ・ミュージック」「あさイチ」などに出演。
「小澤征爾さんと音楽で語った日～チェリスト・宮田大・25歳～」および「カルテットという名の青春」（以上、BS朝日）、「Rising Artists - Dai Miyata」（NHKワールドTV）などのドキュンメント番組にも出演している。 
音楽乃友社が毎月刊行 している「音楽の友」の「宮田大 Dai-alogue 音楽を語ろう」の連載を２年間担当。その後、音楽の友２月号別冊として「宮田大 Dai-alogue 〜音楽を語ろう」を出版。
せきれい社が毎月刊行している「サラサーテ」の連載を担当。
大河ドラマ「べらぼう〜蔦重栄華乃夢噺〜」べらぼう紀行Iの演奏を担当。

### 近年の活動
イサン・ユン国際コンクール・チェロ部門、日本音楽コンクール、全日本学生音楽コンクール、 日本管打楽器コンクール特別大賞演奏会の特別審査委員、ビバホールチェロコンクール、京都国際音楽コンクール・チェロ部門などの、国内外の国際チェロコンクールで審査員を務める。

2019年からはロームミュージックセミナーの講師を務めるなど、若手の育成にも力を入れている。無伴奏チェロリサイタルでは異例のサントリーホール、ミューザ川崎、オペラシティコンサートホールなどの各地を代表する2,000席以上のホールが満席になり、今１番チケットが取りにくいチェロ奏者として、国際的な活動を繰り広げている。
現在、ソロ活動や室内楽活動と共に、桐朋学園大学、特任教授、桐朋女子高等学校音楽科（男女共学） 非常勤講師を務める。
小澤征爾が総監督を務める水戸室内管弦楽団 団員。小澤征爾から指名され、サイトウ・キネン・オーケストラ アドバイザリー委員を務める。
とちぎ未来大使。

## 受賞歴
- 1995年 - 第18回栃木県学生音楽コンクール弦楽器部門第1位
- 2001年 - 第1回泉の森ジュニアチェロコンクール中学生の部金賞
- 2002年 - 第7回コンセール・マロニエ21弦楽器部門最優秀賞
- 2003年 - 第3回泉の森ジュニアチェロコンクール高校生以上の部金賞
- 2004年 - 第6回全日本ビバホールチェロコンクール第1位
- 2005年 - 第74回日本音楽コンクールチェロ部門第1位、同時に増沢賞[注釈 8]、徳永賞[注釈 9]、岩谷賞[注釈 10]を受賞
- 2006年 - 第6回宇都宮エスペール賞[2]
- 2009年 - 第9回ロストロポーヴィチ国際チェロコンクール（フランス語版）優勝
- 2006年 第6回齋藤秀雄メモリアル基金賞
- 2010年 第20回出光音楽賞
- 2012年 第13回ホテルオークラ音楽賞
- 栃木県イメージアップ貢献賞
- 栃木県知事特別賞[注釈 11]
- うつのみや市民賞
- 方伯モーリッツ・フォン・ヘッセン賞（ドイツ）
- 2010年2月10日〜 とちぎ未来大使委嘱[3]
- 第35回江副育英会奨学生
- ローム ミュージック ファンデーション奨学生
- 2021年 -  宮田大 「エルガー：チェロ協奏曲／ヴォーン＝ウィリアムズ：暗愁のパストラル」（トーマス・ダウスゴー指揮/BBCスコティッシュ交響楽団）の欧米盤が2021年度OPUS KLASSIK賞 に年間器楽奏者、コンチェルト録音の2部門でノミネート。 欧米盤が、欧州のクラシック界における権威のある賞の一つ「OPUS KLASSIK（オーパス・クラシック） 2021」において、コンチェルト部門(チェロ)で受賞。 （ドイツ）[注釈 12]
- アルバム『PIAZZOLLA』『ラフマニノフ：チェロ・ソナタ』がレコード芸術特選盤に選ばれる

## 録音
- 「FIRST - CHANTING WITH CELLO」2011年（チェロ：宮田大、ピアノ：柳谷良輔）
- 「宮田大 チェロ一會集」2014年（チェロ：宮田大、ピアノ：ジュリアン・ジェルネ）
- 「木洩れ日-Komorebi -」2017年（チェロ：宮田大、ピアノ：ジュリアン・ジェルネ）
- 「エルガー：チェロ協奏曲 / ヴォーン＝ウィリアムズ：暗愁のパストラル」日本コロムビア（DENON）2019年（チェロ：宮田大、トーマス・ダウスゴー指揮、BBSスコティッシュ交響楽団）[注釈 13] オーパス・クラシック賞受賞（ドイツ）
- 「ファリャ：火祭りの踊り」配信リリース　2020年（チェロ：宮田大、ピアノ：田村響）日本コロムビア
- 「ポンセ（編曲：加羽沢美濃)：エストレリータ」配信リリース　2020年（チェロ：宮田大、ピアノ：田村響）日本コロムビア
- 「サン＝サーンス：白鳥」配信リリース　2020年（チェロ：宮田大、ピアノ：田村響）日本コロムビア
- 「Travelogue」日本コロムビア（DENON）2020年（チェロ：宮田大、ギター：大萩康司）（写真家：舞山秀一がCDジャケット撮影）
- 「小澤征爾指揮 水戸室内管弦楽団 2012 ～チェロ独奏 宮田大～」ハイドン：チェロ協奏曲第1番（DVD／Blu-ray）（チェロ：宮田大、指揮：小澤征爾、水戸室内管弦楽団）
- 「PIAZZOLLA」日本コロムビア（DENON）2021年（チェロ：宮田大、ウェールズ弦楽四重奏団、バンドネオン：三浦一馬、編曲・ピアノ：山中惇史）[注釈 14] レコード芸術特選盤
- 「Great Harmony〜いま大いなる和のもとに〜」（DENON）2021年 （陸上自衛隊中部方面音楽隊　ソプラノ：鶫真衣、指揮：柴田昌宜、チェロ：宮田大、ピアノ：西尾真実）
- 「ラフマニノフ：チェロ・ソナタ」日本コロムビア（DENON）2022年（チェロ：宮田大、ピアノ： ジュリアン・ジェルネ）（写真家：舞山秀一がCDジャケット撮影） レコード芸術特選盤
- 「VOCE」日本コロムビア（DENON）2023年（チェロ：宮田大、ピアノ： ジュリアン・ジェルネ）（写真家：阿部裕介がCDジャケットを撮影）
- 「吉松隆：チェロ協奏曲≪ケンタウルス・ユニット≫/ 4つの小さな夢の歌」日本コロムビア（DENON）2024年（チェロ：宮田大、指揮： 原田慶太楼、東京交響楽団 、ピアノ：ジュリアン・ジェルネ）（写真家： 山城昌俊がCDジャケットを撮影 ） 吉松隆：チェロ協奏曲ケンタウルス・ユニットは2022年9月25日ミューザ川崎シンフォニーホールでライブ録音。ピアノ：ジュリアン・ジェルネとの録音は2023年4月18-20日　柏崎市文化会館アルフォーレ(新潟県)で収録。
- 「atelier」日本コロムビア（DENON）2024年（チェロ：宮田大、ギター：大萩康司）（写真家：舞山秀一がCDジャケット撮影）

・上妻宏光「和響〜Encuentro〜」日本コロムビア（DENON）2024年（津軽三味線：上妻宏光、チェロ：宮田大）  NIKATA (上妻宏光x宮田大)、La Noche de Segovia～セゴビアの夜 (上妻宏光x宮田大) を収録。
・石丸幹二／with FRIENDS （Sony Music）歌：石丸幹二、チェロ：宮田大、ギター：大萩康司で、
心の瞳を収録。2024年
・大河ドラマ「べらぼう〜蔦重栄華乃夢噺〜」オリジナル・サウンドトラック Vol.1
べらぼう紀行IとFreedom Duetを収録。2025年

## 使用楽器
現在の使用楽器は、上野製薬より貸与された1698年製アントニオ・ストラディバリウス（ストラディヴァリウス）「チャムリー（Cholmondeley）」。
過去に、ニコル・デュモン作の新作のチェロを使用していた。
齋藤秀雄が使用していたパオロ・アントニオ・テストーレ（1746年製）を使用していた。
宗次コレクションが所有するマッテオ・ゴフリラー（1710年製）を使用していた。